# 3775 Ellenbeth
3775 Ellenbeth eller 1931 TC4 är en asteroid i huvudbältet som upptäcktes den 6 oktober 1931 av den amerikanske astronomen Clyde Tombaugh vid Lowell-observatoriet. Den är uppkallad efter upptäckarens barnbarn, Ellen Elizabeth Willoughby.
Asteroiden har en diameter på ungefär 17 kilometer och den tillhör asteroidgruppen Dora.